# Guillermo Ramírez Godoy
Guillermo Ramírez Godoy, né le 12 août 1943 à Guadalajara, est un écrivain, musicien et chercheur en arts plastiques mexicain. Il consacre une partie de sa vie à l'étude des arts plastiques et de l'art populaire de Jalisco.

## Biographie
Guillermo Ramírez Godoy naît le 12 août 1943 à Guadalajara. Son amour pour la guitare commence à l'âge de 14 ans. Il étudie la comptabilité publique à l'université. Guillermo Ramírez Godoy consacre une partie de sa vie à l'étude des arts plastiques et de l'art populaire de Jalisco.

## Publications
- (es) Cuatro siglos de pintura jalisciense[4]
- (es) Ramas de identidad. Historia y conceptos de la cultura y el arte popular, 2003[5]
- (es) La guitarra clásica en Guadalajara[3]
- (es) Historia abreviada de la pintura del siglo XX en Guadalajara, 2008[5]
- (es) Maestros del ingenio y el color. Pintores populares de Jalisco, 2021[5]